# Verband Deutscher Berufsfeuerwehrmänner
Der Verband Deutscher Berufsfeuerwehrmänner (VDB) war eine gewerkschaftliche Organisation von Angehörigen der Berufsfeuerwehren in Deutschland. Sie bestand von 1908 bis zum Anschluss an den Gesamtverband der Arbeitnehmer der öffentlichen Betriebe und des Personen- und Warenverkehrs 1929 mit Wirkung zum Beginn des Jahres 1930. Dort bildete er die Reichsfachgruppe Feuerwehr bis zur Zerschlagung der Gewerkschaften am 2. Mai 1933. 

## Gründungszeit
Der Verband zur Vertretung der Interessen vor allem der Mannschaftsdienstgrade der Berufsfeuerwehren wurde am 1. Oktober 1908 gegründet. Die Initiative ging dabei von Angehörigen der Feuerwehr Dortmund aus. Dort fand auch die Gründung statt. Am Anfang gab es 13 Ortsvereine mit 877 Mitgliedern. Vorsitzender wurde der Mitinitiator Max Laaser. Laaser war grundsätzlich kaisertreu. Da er aber immer wieder mit dem konservativen Koalitionsrecht in Konflikt kam, schied er 1909 aus der Dortmunder Berufsfeuerwehr aus und arbeitete für die Werkfeuerwehr des Montanunternehmens Hüstener Gewerkschaft. Ab 1909 erschien als Verbandsorgan die Zeitschrift „Der Berufsfeuerwehrmann“. Wie andere gewerkschaftliche Organisation von öffentlich Bediensteten gab es starken Widerstand von Seiten der Obrigkeit insbesondere vom Berliner Branddirektor Maximilian Reichel und vom Berliner Polizeipräsidenten Traugott von Jagow. Daran scheiterte der Beitritt der Berliner Berufsfeuerwehrleute. Im Jahr 1911 hatte der Verband insgesamt fast 3000 Mitglieder. Im Jahr 1913 waren es über 4000. Es gab bereits 1912 Bestrebungen zum Anschluss an die sozialdemokratisch orientierte Freien Gewerkschaften. Dies scheiterte unter anderem am Widerstand des Vorsitzenden. Die Bestrebungen verschärften aber den Konflikt mit von Jagow. Dieser bat den Innenminister letztlich vergeblich den Verband wegen „sozialdemokratischer Umtriebe“ aufzulösen. Die Verweigerung des Koalitionsrechts durch von Jagow beschäftigte mehrfach den preußischen Landtag. Eine gewisse Nähe zur Sozialdemokratie gab es tatsächlich bei einigen Mitgliedern und Funktionären. Die Berufsfeuerwehrmänner entstammten oft der Facharbeiterschaft. Eine ganze Reihe war insgeheim SPD-Mitglied. Erst gegen Ende des Ersten Weltkrieges begann sich die Ablehnung durch die Behörden zu ändern.

## Zeit der Weimarer Republik
Nach der Novemberrevolution garantierte die Weimarer Reichsverfassung auch das Koalitionsrecht von Beamten. Der VDB schloss sich nicht dem 1918 gegründeten Deutschen Beamtenbund an. Vielmehr beschloss der Verbandstag von 1919 den Beitritt zu einer freigewerkschaftlichen Spitzenorganisation. Paul Neumann aus Berlin wurde Vorsitzender, Laaser wurde erster besoldeter Verbandssekretär. Sitz des Verbandes wurde Berlin. Zunächst schloss er sich 1920 dem Gewerkschaftsbund der Kommunalbeamten und -angestellten Preußens an. Bereits kurze Zeit später löste sich der Gewerkschaftsbund wieder auf. Daher trat der VDB am 1. April 1921 dem freigewerkschaftlichen ADGB an. Nach der Gründung des Allgemeinen Deutschen Beamtenbundes 1922 als neuer freigewerkschaftlichen Spitzenorganisation für Beamtenverbände trat diesem auch die Beamtensektion des VBD bei. Zeitweise organisierte der Verband 90 % der Berufsfeuerwehrmänner. Im selben Jahr trat der VDB auch der Arbeitsgemeinschaft Kommunaler Arbeitnehmer bei. Im Jahr 1924 wurde der VDB Mitglied im Preußischen Feuerwehrbeirat. Der VDB versuchte einerseits durch Zusammenarbeit in Kartellen, andererseits durch Absage an Fusionen mit größeren Organisationen seine Eigenständigkeit zu bewahren.
Der sozialdemokratische Kurs des Vorsitzenden Neumann stieß auf den Widerstand von deutschnational und kommunistisch orientierten Mitgliedern insbesondere in Berlin. Auch wegen eines Streits um Beiträge traten 1928 zahlreiche Berliner Mitglieder aus. Nach der Gründung des Gesamtverbandes der Arbeitnehmer der öffentlichen Betriebe und des Personen- und Warenverkehrs 1929 trat auch der VDB diesem als Reichsfachgruppe Feuerwehr bei. Er spielte zahlenmäßig in dem Dachverband nur eine sehr kleine Rolle. Ihm gehörten Ende der 1920er Jahre 6000 kommunale Berufsfeuerwehrmänner an. Dies bedeutete einen Organisationsgrad von 60 %. Bei den Angehörigen der Werkfeuerwehren waren es sogar 72 %. Der Beitritt führte zu Mitgliederverlusten insbesondere kommunistisch orientierter Feuerwehrleute in Hamburg. Das Verhältnis zu anderen Feuerwehrorganisationen war gespannt, weil der VDB auch politische Kritik an den meist konservativen Verbänden übte. Der Verband setzte sich für einen Abbau militärähnlicher Elemente in den Feuerwehren und die Übernahme der Berufsfeuerwehren in kommunale Verantwortung ein, wo dies nicht der Fall war.
Seit 1931 nahm die Zahl der nationalsozialistischen Betriebszellen in den Berufsfeuerwehren immer mehr zu. Die NSDAP wies deren Mitglieder an, die aktiven Gewerkschafter in einer Kartei zu erfassen. Nach dem Beschluss des Ermächtigungsgesetzes lehnte der Vorsitzende Erich Grollmus die Anpassung an die neuen politischen Verhältnisse Anfang April 1933 ab. Er wurde aus dem aktiven Dienst entfernt und musste auch seine Wohnung aufgeben. Nach der Zerschlagung der Gewerkschaften nach dem 1. Mai 1933 wurden auch bei den Berufsfeuerwehren viele Funktionäre des VDB entlassen.